# 努朗
努朗（法語：Noulens）是法国热尔省的一个市镇，位于该省西北部，属于孔东区。该市镇总面积5.74平方公里，2009年时的人口为98人。

## 人口
努朗人口变化图示